# Castel Naturno
Castel Naturno (in tedesco Burg Hochnaturns) è un castello medievale da cui prende il nome il vicino paese di Naturno in Alto Adige.

## Storia
Nel 1237 il castello viene documentato per la prima volta: fa parte dei possedimenti dei signori di Naturno, vassalli dei Conti di Tirolo. Dopo l'estinzione dei primi proprietari, il castello passa di mano tra varie famiglie tra cui gli Starkenburg, i Maretsch e i Völs.
In seguito, Abundus von Tschötsch lo fa ristrutturare dopo un grosso incendio e vi crea una stanza con i ritratti dei più famosi protestanti dell'epoca: Lutero, Calvino e Zwingli. Secondo la leggenda morì per un incidente di caccia e venne trasformato in un cane nero condannato a errare in eterno su questa terra come pena per aver abbandonato la fede cattolica.
Nel XVI secolo il castello raggiunge l'apice del suo splendore con l'aggiunta di nuove stanze, soffitti a cassettoni e portali marmorei. Poco dopo però inizia il declino arrestato dall'opera di Franz von Goldegg che lo ristruttura nel 1895. Passa quindi ad alcuni contadini.
Nel 1952 il castello viene acquistato dalla signora Mastropaolo-Schguanin che lo ristruttura nuovamente trasformandolo in un hotel.